# 冠鸦
冠鸦（学名：Platylophus galericulatus），是鸦科冠鸦属的一种，分布于缅甸、文莱、泰国、印度尼西亚和马来西亚。全球活动范围约为1,530,000平方千米。该物种的保护状况被评为近危。
冠鴉在傳統上被視為鴉科的一屬，但在親緣關係上，它可能更接近於叢鵙科（Malaconotidae）或伯勞科（Laniidae）；因此，目前冠鴉被視為所屬不明而被歸入鴉科。
冠鸦的平均体重约为77.9克。栖息地包括亚热带或热带的湿润低地林和亚热带或热带的湿润山地林。